# Karl Dane
Karl Dane, właściwie Rasmus Karl Therkelsen Gottlieb (ur. 12 października 1886 w Kopenhadze, zm. 14 kwietnia 1934 w Los Angeles) – amerykański aktor filmowy pochodzenia duńskiego. Posiada swoją gwiazdę na Hollywoodzkiej Alei Gwiazd.

## Wybrana filmografia
- 1918: My Four Years in Germany jako Chancellor von Bethmana-Hollweg
- 1925: Wielka parada (The Big Parade) jako Slim
- 1926: Szkarłatna litera (The Scarlet Letter) jako Pan Giles
- 1926: Syn szejka (The Son of the Sheik) jako Ramadan
- 1927: Czerwony młyn jako Kapitan Jacob Edam
- 1930: Szary dom (The Big House) jako Olsen
- 1930: Billy the Kid jako Swenson
- 1933: The Whispering Shadow jako Sparks, dyspozytor